# Coates (Lancashire)
Coates – dzielnica miasta Barnoldswick, w Anglii, w Lancashire, w dystrykcie Pendle. Leży 1,2 km od centrum miasta Barnoldswick, 43,8 km od miasta Lancaster i 302,6 km od Londynu. W 2011 roku dzielnica liczyła 5445 mieszkańców.